# Diodon liturosus
Diodon liturosus és una espècie de peix de la família dels diodòntids i de l'ordre dels tetraodontiformes.

## Morfologia
- Els mascles poden assolir 65 cm de longitud total.[2][3]

## Alimentació
Menja crustacis i mol·luscs.

## Hàbitat
És un peix marí, de clima tropical i associat als esculls de corall que viu entre 1-90 m de fondària.

## Distribució geogràfica
Es troba des de l'Àfrica oriental (incloent-hi la costa sud-oriental de Sud-àfrica) fins a les Illes de la Societat, el sud del Japó i Nova Gal·les del Sud. No és present a les Illes Hawaii.

## Costums
És un peix solitari.

## Ús comercial
No es comercialitza normalment.

## Observacions
Sembla que produeix enverinament per ciguatera.